# Sarah Reid
Pour les articles homonymes, voir Reid.
Sarah Reid, née le 2 juin 1987 à Calgary, est une skeletoneuse canadienne. Elle est double médaillée de bronze aux Championnats du monde 2013, en individuel et par équipes.

## Palmarès
- Jeux olympiques
  - Sotchi 2014 : 7e.

- Championnats du monde
  - Saint-Moritz 2013 :  médaille de bronze en individuel.
  - Saint-Moritz 2013 :  médaille de bronze en équipe mixte.

- Coupe du monde
  - Meilleur classement général : 5e en 2013.
  - 5 podiums individuels dont 1 victoire (le 8 novembre 2012 à Lake Placid).

### Détails des victoires en Coupe du monde
| Édition   | Piste       | Total |
| 2012-2013 | Lake Placid | 1     |